# Sei sonate a quattro
Le sei sonate a quattro sono una raccolta di sei sonate per archi composta nell'estate del 1804 da Gioachino Rossini.

## Organico
Ogni sonata prevede la seguente strumentazione:
- 2 violini
- violoncello
- contrabbasso

## Struttura musicale
Ogni sonata si articola nei seguenti movimenti:
- Sonata I in Sol maggiore
  1. Moderato
  2. Andantino
  3. Allegro
- Sonata II in La maggiore
  1. Allegro
  2. Andantino
  3. Allegro
- Sonata III in Do maggiore
  1. Allegro
  2. Andante
  3. Moderato
- Sonata IV in Si bemolle maggiore
  1. Allegro vivace
  2. Andantino
  3. Allegretto
- Sonata V in Mi bemolle maggiore
  1. Allegro vivace
  2. Andantino
  3. Allegretto
- Sonata VI in Re maggiore
  1. Allegro spiritoso
  2. Andante assai
  3. Tempesta (Allegro)

## Storia
Le sei sonate a quattro, furono composte da un precoce Gioachino Rossini all'età di dodici anni durante le vacanze estive passate presso la tenuta di Conventello di Ravenna nella casa della ricca famiglia Triossi. Il musicista fu ospitato grazie all'interessamento del giovane Agostino Triossi, appassionato contrabbassista autodidatta, il quale lo invitò a scrivere della musica da camera oltre che per suo intrattenimento, anche per il diletto dei cugini Luigi e Giovanni Morini, suonatori rispettivamente di violino e violoncello. Questa precoce e felice fase compositiva durò complessivamente tre giorni, così come testimonia lo stesso Rossini in una mordace nota autocritica posta in calce alla parte manoscritta per violino ritrovata anni dopo e dal musicista ritenuta persa in casa Triossi.
La raccolta ebbe circolazione successivamente, intorno al 1825, quando in Italia furono pubblicate da Giovanni Ricordi per quartetto d'archi tradizionale (con viola e violoncello al posto di violoncello e contrabbasso) e con l'esclusione della terza sonata. Seguirono altre edizioni, anche straniere, con nuove trascrizioni: celebre per esempio fu quella per fiati.

## Caratteristiche
Tutte le sonate rispecchiano il medesimo schema tradizionale tripartito in forma di concerto, con due movimenti veloci ed uno centrale lento.
Vennero alla luce durante il primissimo periodo artistico di Rossini, il quale egli stesso citerà affermando ironicamente, circa la composizione di queste sonate, di non aver preso fino ad allora lezioni di accompagnamento. Ancora lontani erano gli studi fatti sui classici viennesi o le influenze che essi con il loro tipico lavoro ad intarsio fra tutti gli strumenti in organico potevano avere sulla sua scrittura giovanile. Infatti Rossini si ispira al modello che gli era forse più congeniale o più vicino, ovvero la scuola italiana. Da essa attinge l'ispirazione ed il gusto della melodia, che sovrasta sul semplice accompagnamento degli strumenti antagonisti.
Per quanto concerne la scrittura propriamente detta, la forma-sonata concepita da Rossini per questi lavori presenta delle peculiarità. Essa non è organizzata convenzionalmente secondo l'alternanza di due temi e di due aree tonali, ma procede per semplice susseguirsi di temi, come nel caso del "moderato" della Sonata I, oppure è avara nell'uso di transizioni fra un tema e l'altro, come si nota oltre che nella prima, anche nella Sonata II primo movimento. Il perno su cui vertono queste sonate può essere considerato complessivamente un susseguirsi cantabile di idee melodiche in forma ternaria, senza la cura tipica delle scuole tedesche che si fondavano per tradizione sul contrasto tema-tonalità.
La freschezza e l'originalità di questi lavori sono molto apprezzate dalla critica, che scorge in esse il seme del Rossini futuro. Un esempio particolare può essere, oltre al particolare linguaggio musicale, il terzo movimento della Sonata VI, la "Tempesta". Così come in alcuni suoi celebri melodrammi, quali La pietra del paragone, L'occasione fa il ladro, La Cenerentola o Il barbiere di Siviglia in cui era frequente l'uso del "temporale" sulla scena, qui il musicista sperimenta con tutta la sua veemenza un prototipo che ricorrerà spesso nella sua musica e che è caratteristico del suo stile.